# Почтальон (фрегат, 1767)
«Почтальон» («Никита Мученик») — парусный пакетбот, принимавший участие в Первой Архипелагской экспедиции, а затем фрегат и бомбардирский корабль Черноморского флота Российской империи.

## Описание фрегата
Длина судна по сведениям из различных источников составляла от 28,9 до 30 метров, ширина — 7,6 метра, а осадка — 2,9 метра. Первоначальное вооружение судна состояло из четырнадцати орудий. После переоборудования в 1788 году в «новоизобретенный» 20-пушечный фрегат, вооружение судна состояло из двух 18-фунтовых и восемнадцати 12-фунтовых орудий.

## История службы
Судно было заложено на Олонецкой верфи и после спуска на воду в 1766 году принимало участие в Первой Архипелагской экспедиции.
24 июня 1770 года принимал участие в Хиосском сражении. За несколько минут до взрыва доставил адмирала Г. А. Спиридова и Ф. Г. Орлова с горящего корабля «Святой Евстафий» на «Трёх Святителей».
5 ноября 1771 года совместно с фрегатом «Северный Орёл» принимал участие в спасении фрегата «Архипелаг», севшего на мель на выходе из Митиленской бухты.
24 июня под командованием капитан-лейтенанта Кривцова вступил в бой с двумя турецкими судами, одно из которых захватил, а другое потопил.
После экспедиции в 1775 году пакетбот был зачислен в Черноморский флот. В 1776 и 1777 годах в составе эскадр выходил в крейсерства к берегам Крыма. В марте 1777 года доставил из Тамани в Еникале хана Шагин-Гирея.
8 октября 1777 года «Почтальон» пришёл в Таганрог, где встал на ремонт. В июне 1778 года перешёл в Керчь и до сентября того же года во главе эскадры ушёл в крейсерство в Керченский пролив. В 1779 году находился в Таганроге, а в 1780 году нёс брандвахтенный пост в Керчи.
В 1782—1783 годах подвергся тимберовке в Таганроге, после чего 24 сентября 1783 года ушёл в Севастополь. С 1784 по 1786 год нёс брандвахтенный пост в Севастополе.
Принимал участие в русско-турецкой войне 1787—1791 годов. В 1787 году перешёл из Севастополя в Таганрог, доставив туда экипажи для вновь построенных фрегатов. В 1788 году был переоборудован в «новоизобретенный» фрегат-батарею или бомбардирский корабль и получил новое имя «Никита Мученик».
С 1788 по 1791 год занимал брандвахтенный пост на Севастопольском рейде, поскольку был признан негодным для плаваний в море, а после 1791 года был разобран.

## Командиры фрегата
В разное время командирами судна служили:
- Ф. П. Булгаков (1770)
- И. С. Палицын (1775—1776 год).
- А. В. Пустошкин (1777, 1779 и 1782 годы).
- А. В. Бабушкин (1778 год).
- Ф. Я. Заостровский (1780 год).
- А. А. Обольянинов (1783—1784 годы).
- A. M. Бранчаков (1785 год).
- М. А. Посников (1786 год).
- К. А. Герамуцо (1789—1791 годы).